# Rue de Gironis
La rue de Gironis (en occitan : carrièra de Gironis) est une voie de Toulouse, chef-lieu de la région Occitanie, dans le Midi de la France.

## Situation et accès

### Description
La rue de Gironis est une voie publique. Elle relie les quartiers de Lafourguette et de l'Oncopole.
Elle correspond à une partie de l'ancien chemin vicinal no 86, de Fontaine-Lestang à Lafourguette. Il était prolongé à l'ouest par la rue Lalanne et la rue Raymond-Lizop, où il rejoignait le chemin de Lestang. 

### Voies rencontrées
La rue de Gironis rencontre les voies suivantes, dans l'ordre des numéros croissants (« g » indique que la rue se situe à gauche, « d » à droite) :
1. Route de Seysses
2. Place des Glières (d)
3. Impasse des Glières (d)
4. Allée Emmanuel-Laurent (d)
5. Chemin du Chapitre (d)
6. Passage du Canal-de-Bordelongue (g)
7. Rond-point Hélène-Rouch
8. Route d'Espagne

### Transports
La rue de Gironis n'est pas directement desservie par les transports en commun Tisséo. À l'ouest, sur la route de Seysses, se trouvent cependant les arrêts des de la ligne de Linéo L4 et, à l'est, sur la route d'Espagne, les arrêts des lignes de Linéo L5 et de bus 13152.
Les stations de vélos en libre-service VélôToulouse les plus proches de la rue de Gironis sont les stations no 264 (place des Glières), no 364 (rond-point Hélène-Rouch) et no 367 (parking salle des fêtes de Lafourguette).

## Odonymie
La rue tient son nom du domaine de Gironis, auquel, dès le XVIIe siècle au moins, menait un chemin. Ce domaine agricole appartenait aux vastes possessions de Braqueville, qui se partageait entre la production de céréales et de vigne, et l'élevage de bœufs, de moutons et de chèvres. Il appartenait depuis le XIIe siècle au chapitre de Saint-Étienne, à la suite d'une donation de l'évêque Isarn.

## Patrimoine et lieux d'intérêt

### Établissements de santé
- no  45 : clinique privée Médipôle Garonne. 
Le Médipôle Garonne regroupe plusieurs spécialités autour de la médecine du sport. Il est construit entre 2008 et 2010 sur les plans de l'agence Sud Architectes, au profit des équipes de la clinique du Cours Dillon (emplacement de l'actuel no 1 rue Peyrolade), dans le quartier Saint-Cyprien[5]. Le bâtiment, d'architecture contemporaine, adopte un plan en H.

- no  54 : centre hospitalier Gérard-Marchant.  Inscrit MH (2008, façades et toitures des bâtiments administratifs bordant la cour d'honneur, du bâtiment en hémicycle situé à l'ouest de la chapelle, des pavillons des malades bordant les deux allées situées au nord et au sud de la cour d'honneur ; chapelle de l'hôpital ; sol et plantations de la cour d'honneur) et  Patrimoine XXe siècle (2017)[6]. 
L'asile d'aliénés de Braqueville – actuel Centre hospitalier Gérard-Marchant – est construit entre 1852 et 1864 par l'architecte Jacques-Jean Esquié, conseillé par l'aliéniste Gérard Marchant, les médecins étant convaincus de l'influence de l'architecture pour soigner les maladies physiques ou mentales. L'asile se trouve à la campagne, sur le domaine de Braqueville, le calme et l'éloignement de ville faisant partie de la thérapie. Il adopte les conceptions de l'architecture pavillonnaire où, pour éviter la contagion, chaque pavillon est affecté au traitement d'une maladie (mentale) particulière. Entre 1883 et 1925, l'architecte Joseph Thillet ajoute plusieurs bâtiments, en particulier un grand pavillon d'entrée au sud est, au bord de la route d'Espagne, ainsi que des villas destinées aux patients fortunés. Tout au long du XXe siècle, des agrandissements sont réalisés, notamment un château d'eau à structure prismatique, œuvre de l'architecte Pierre Debeaux en 1963. En 2001, l'explosion de l'usine AZF endommage gravement les bâtiments[7].

### Maisons
- no  5 : maison toulousaine (2e moitié du XIXe siècle)[8].
- no  11 : maison toulousaine (2e moitié du XIXe siècle).
- no  50-52 : maison (2e quart du XXe siècle)[9].

### Parc de Gironis
Le parc de Gironis est un espace de 10 hectares. Il est aménagé entre 1984 et 1985 à l'emplacement d'une ancienne gravière, et inauguré le 27 avril 1985. Les anciennes plantations ont été conservées et augmentées de 150 arbres : frênes, cèdres, érable, pins parasol, micocouliers, arbre de Judée. Il propose un parcours santé de 3 km qui fait le tour du lac, un boulodrome, et un terrain de bi-cross, ainsi que trois aires de jeu pour enfants. 
Le parc accueille également des événements ponctuels, tels que la Foire lusitanienne de gastronomie et d'artisanat au mois de juin.